# Crofters’ Holdings (Scotland) Act 1886

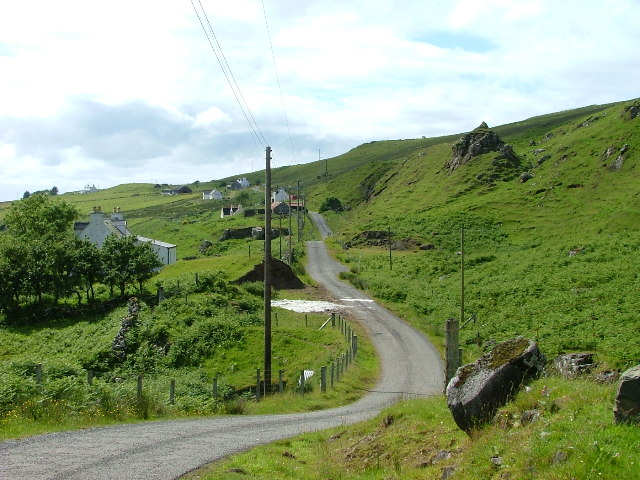
Peighinn Choinnich, eine Ortschaft von Croftern, in Glen Conon in der Nähe von Uig, Skye

Der Crofters’ Holdings (Scotland) Act 1886 ist ein bis heute gültiges Gesetz des Parlamentes des Vereinigten Königreichs, das zum ersten Mal die legale Definition eines Crofters und eines Crofting Parish (Gemeinde von Croftern) festlegte sowie den Croftern die Sicherheit ihres Pachtverhältnisses gewährte. Damit endete die Ära der Highland Clearances. In vielen Punkten lehnte sich das Gesetz an die Irish Land Acts von 1870 und 1881 an.

## Vorgeschichte
Wie die Vertreibungen der Highland Clearances zeigten, hatten die Crofter bis 1886 keine offiziellen Rechte an ihrem Land; so konnten sie jederzeit aus ihren Ortschaften ausgesiedelt werden. Ab 1874 kam es zu Unruhen in der Crofting-Bevölkerung, weil sie die in ihren Augen ererbten Rechte an „ihrem“ Pachtland durchsetzen wollten.
Die Ursachen der Unruhen liegen weit zurück in der Geschichte des Clansystems, das sich im Mittelalter etabliert hatte, jedoch durch die unterschiedliche Entwicklung der Oberschicht und der Landbevölkerung zu verschiedenen Sichtweisen führte:

The cultural force of dùthchas was pervasive in Gaeldom and was central to the social cohesion of the clan because it articulated the expectations of the masses that the ruling family had the responsibility to act as their protectors and guarantee secure possession of land in return for allegiance, military service, tribute and rental. It was a powerful and enduring belief which lived on long after the military rationale of clanship itself had disappeared and tribal chiefs had shed their ancient responsibilitities and become commercial landlords.

Der kulturelle Einfluss von dùthchas [ererbtes Recht durch Tradition] war überall im gälischen Raum vorhanden. Dies war die zentrale Kraft für den Zusammenhalt der Clans, weil sie die Erwartungen der Massen ausdrückten, dass die führende Familie die Verantwortung hatte, als ihre Beschützer aufzutreten und im Gegenzug für Loyalität, militärische Unterstützung, Abgaben und Pacht den Besitz von Land garantierten. Es war eine starke und fortdauernde Überzeugung, die auch dann noch anhielt, nachdem die militärischen Gründe für das Clansystem verschwunden waren und die Stammesführer längst die alte Verantwortung abgelegt hatten und zu kommerziellen Großgrundbesitzern geworden waren.

Durch die Home-Rule-Bewegung in Irland, deren Gedankengut von Fischern der Äußeren Hebriden nach Schottland gebracht wurde, wurden die ersten Unruhen ausgelöst. Die Crofter begannen, sich mit Pachtstreiks und „Besetzung“ von Weideland durch ihr eigenes Vieh zu wehren. Dieses Weideland war in den Augen der Crofter die Gemeinschaftsweide ihrer Gemeinde, aber es wurde von den Landlords für große Schaffarmen und Jagdreviere beansprucht. Dabei kam es teilweise zu blutigen Auseinandersetzungen und Einsatz von Militär.
Auf der politischen Ebene führte der Ruf nach einer gesetzlichen Regelung 1883 zur Gründung der Highland Land Law Reform Association in London sowie zur Gründung der Crofters Party, die 1885 mit fünf Abgeordneten im Parlament vertreten war. Ihr Wahlspruch war: Is Treasa Tuath na Tighearna (Schottisch-Gälisch: Die Landbevölkerung ist stärker als die Lords).
Da die Regierung ein Übergreifen der irischen Home-Rule-Bewegung auf Schottland befürchtete, wurde eine Kommission unter der Führung von Lord Napier gebildet, die 1883 durch Interviews in den Highland die Situation der Crofter untersuchte und 1884 ihren Bericht vorlegte. Daraufhin wurde von William Ewart Gladstone ein erster Gesetzesentwurf entwickelt, der aber im Mai 1885 nicht durch das Parlament kam. Nach dem Rücktritt von Gladstone im Juni 1885 und dessen erneuter Regierungsübernahme am 1. Februar 1886 wurde es erneut vorgelegt und trat am 25. Juni 1886 in Kraft.

## Das Gesetz
Der Crofters’ Holdings (Scotland) Act 1886 erkannte zum ersten Mal in der Geschichte Schottlands die Rechte der Crofter an ihrem Land und ihrem Pachtverhältnis an und gab der traditionellen Institution der crofting townships (eine Ortschaft, die aus Croftern besteht), legalen Status.
Im Einzelnen regelte das Gesetz Folgendes:
- Es gewährte die Sicherheit des Pachtverhältnisses für den Crofter, solange er die Pacht bezahlte und das Land bearbeitete.
- Der Betrieb kann innerhalb der Familie weitergegeben werden.
- Bei Umsiedlungen muss voller Ausgleich für alle Verbesserungen, die der Crofter durchgeführt hat, gezahlt werden (zum Beispiel Hausbau, Drainage und Zäune).
- Die Höhe der Pacht muss angemessen sein.
- Die Pacht kann durch die unabhängige Crofting Commission überprüft und neu festgelegt werden.
- Die Einrichtung der Crofting Commission.

Aufgrund des Gesetzes wurde die Crofters Commission, eine Regulierungsbehörde, eingerichtet, die in Streitfragen zwischen den Landlords und den Croftern angerufen werden konnte. Eine der ersten Aufgaben der Commission war es festzulegen, welche Parishes zu den Crofting Parishes zählten und somit unter das neue Gesetz fielen. Sie benannte acht Grafschaften Schottlands als Countys, deren Parishes dafür in Fragen kamen: Shetland, Orkney, Caithness, Cromartyshire, Sutherland, Ross-shire, Inverness-shire und Argyll. Innerhalb dieser Countys zählte als Crofting Parish eine Gemeinde, in der seit 80 Jahren Crofter ohne Pachtverträge waren, die weniger als 30 Pfund jährlich an Pacht bezahlten und die über ein gemeinsames Weiderecht verfügten.
Zu den weiteren Aufgaben der Crofters Commission gehörte es, eine angemessene Pacht festzulegen und alle sieben Jahre ihre Höhe zu überprüfen. Die Crofter konnten die Höhe ihrer Pacht durch die Commission prüfen lassen; oftmals wurde sie halbiert und ausstehende Rückstande überhöhter Pacht mussten nicht bezahlt werden.
Darüber hinaus hatte die Commission die Befugnis, das Gesetz zu erweitern sowie weitere Gesetze einzuführen. Sie konnte Land zum Crofting erwerben und es an die Crofter weitergeben, teilweise um sehr kleine Crofts zu vergrößern oder es landlosen Croftern zurückzugeben.

## Reaktionen und Folgen
Die Reaktionen auf das Gesetz waren unterschiedlich. In den Augen der Crofter war das Gesetz nicht weit genug gefasst, da es ihnen keine Möglichkeiten gab, ihre zu kleinen Crofts zu erweitern. Außerdem war keine Regelung für die Cottars (Unterpächter der Crofter ohne Land) vorhanden. Jedoch wurde die Sicherung der Pachtverhältnisse begrüßt und durch die Arbeit der Commission merkten sie, dass ihre Rechte vertreten wurden. Die Commission konnte zwar freies Land erwerben und an die Crofter weitergeben, aber freies Land war rar und die zur Verfügung stehenden Gelder der Commission gering. Das Gesetz griff jedoch nicht das Hauptproblem an: die Rückgabe von Land. Es bot keine Lösungen an für die Fälle, wo Crofter und Landlord jeweils Anspruch auf dasselbe Stück Land erhoben.
Dagegen beschrieb The Scotsman das Gesetz als great infringement on the rights of private property (großer Übergriff auf die Rechte von privatem Landbesitz) und die Landlords nannten es ... communism looming in the future (bedrohliches Abzeichnen des Kommunismus für die Zukunft).
Die Unruhen wurden durch das Gesetz nicht beendet, denn für Arthur Balfour bedeutete das Gesetz, dass es ihm die moralische Autorität gab, jegliche Unruhe durch die Anwendung von Truppen zu unterdrücken, um Recht und Ordnung wiederherzustellen. So kam es einige Wochen später wieder zum Einsatz von Streitkräften auf Tiree und Skye.
Die Highland Land Law Reform Association und die Crofters Party zerstritten sich in den folgenden Jahren an der Frage über den Erwerb des Landes als Eigentum und wie weit man der Home-Rule-Bewegung in Irland folgen sollte und verloren daraufhin an politischer Macht.
Dieser Gedanke wurde mit dem Crofters Act 1976 wieder aufgenommen, der es den Croftern ermöglichte, ihr Land zum 15-fachen Pachtpreis zu erwerben und somit zum owner-occupier (Alleineigentümer und Alleinbewohner) zu werden. Der Land Reform Act 2003 geht sogar so weit, dass er den Crofting-Gemeinden das Recht einräumt, unter bestimmten Voraussetzungen das Land auch gegen den Willen des Grundbesitzers zu erwerben und als Gemeinschaftseigentum in eigener Regie zu bewirtschaften und zu verwalten. Im Crofting Reform (Scotland) Act 2010 wurden die Crofter und owner-occupier gesetzlich gleichgestellt sowie die Regelung, dass die Croft bewirtschaftet werden muss, genauer definiert, damit Crofts, deren Pächter langfristig außerhalb wohnen, für den Nachwuchs frei werden.
Im geschichtlichen Rückblick wird von Hunter bemängelt, dass durch das Gesetz ein veralteter Zustand festgelegt wurde, der die Crofter an Pachtverhältnisse bindet; im Unterschied zu Irland, deren Pächter nach dem Home-Rule-Gesetz ihr Land erwerben konnten. Es fördere landwirtschaftliche Ineffektivität und ließe politische und soziale Überlegungen außer Betracht.
Laut Wightman spielt der Crofters’ Holdings (Scotland) Act 1886 jedoch eine Vorreiterrolle für Landbesitzreformen in Schottland, die allerdings nur auf die Highlands beschränkt war. Die Landbesitzfrage ist bis heute noch nicht abschließend geklärt, da zwei Drittel Schottlands mit einer Gesamtbevölkerung von circa fünf Millionen im Besitz von rund 1252 Großgrundbesitzern ist (Zahlen von 2000).